# كأس أمم إفريقيا لكرة القدم للسيدات 2016
كأس أمم أفريقيا لكرة القدم للسيدات 2016 هي النسخة الثانية عشر من كأس أمم أفريقيا لكرة القدم للسيدات، وهي بطولة كرة قدم دولية ينظمها كل عامين الاتحاد الأفريقي لكرة القدم (كاف) لمنتخبات كرة القدم للسيدات في أفريقيا. أقيمت البطولة في الكاميرون في الفترة بين 19 نوفمبر و3 ديسمبر 2016م. كانت البطولة ستقام في الفترة بين 8 - 22 أكتوبر 2016م، لكن تم تعديل المواعيد بسبب الطقس. شاركت 8 منتخبات في البطولة.
قرّرت اللجنة التنفيذية للكاف يوم 6 أغسطس 2015 تغيير مسمى البطولة من بطولة أفريقيا للسيدات لتصبح كأس الأمم الأفريقية للسيدات، لتشبه بذلك مسمى بطولة الرجال كأس الأمم الأفريقية.

## التصفيات
تأهلت الكاميرون تلقائيًا للبطولة كمنظمة لها، بينما تحدد المقاعد السبعة الأخرى من خلال التصفيات، والتي جرت في شهري مارس وأبريل 2016.

### المنتخبات المتأهلة
تأهلت الفرق الثمانية التالية للبطولة. وحلّت مالي بدلًا من غينيا الاستوائية بعد إقصاءهم نتيجة إشراك لاعبة غير مناسبة.
| المنتخب              | رقم المشاركة | أفضل مشاركة سابقة                                            |
| -------------------- | ------------ | ------------------------------------------------------------ |
| الكاميرون (المستضيف) | 11           | الوصيف (1991، 2004، 2014)                                    |
| مصر                  | 2            | دور المجموعات (1998)                                         |
| غانا                 | 11           | الوصيف (1998، 2002، 2006)                                    |
| كينيا                | 1            | أول مشاركة                                                   |
| مالي                 | 6            | دور المجموعات (2002، 2004، 2006، 2008، 2010)                 |
| نيجيريا              | 12           | البطل (1991، 1995، 1998، 2000، 2002، 2004، 2006، 2010، 2014) |
| جنوب إفريقيا         | 11           | الوصيف (1995، 2000، 2008، 2012)                              |
| زيمبابوي             | الرابع       | 4 (2000)                                                     |

## الملاعب
تقام البطولة في مدينتي ياوندي وليمبي الكاميرونيتين.
| ياوندي            | ياوندي ليمبي مناطق ملاعب كأس أمم أفريقيا لكرة القدم للسيدات 2016 | ليمبي         |
| ملعب أحمدو أهيدجو | ياوندي ليمبي مناطق ملاعب كأس أمم أفريقيا لكرة القدم للسيدات 2016 | ملعب ليمبي    |
| السعة: 42,500     | ياوندي ليمبي مناطق ملاعب كأس أمم أفريقيا لكرة القدم للسيدات 2016 | السعة: 20,000 |
|                   | ياوندي ليمبي مناطق ملاعب كأس أمم أفريقيا لكرة القدم للسيدات 2016 |               |

## قوائم الفرق
تضم قائمة كل فريق 21 لاعبة بحد أقصى.

## القرعة
أقيمت قرعة البطولة بوقت وتاريخ 16:00 ت ع م+01:00 18 سبتمبر 2016، في الصالة متعددة الرياضات بياوندي. وُزّعت المنتخبات الثمانية على مجموعتين. لإجراء القرعة، وضعت الكاميرون أولًا في الموقع A1، ونيجيريا حاملة اللقب في الموقع B1. أما الفرق الستة المتبقية فصُنّفوا حسب نتائجهم في آخر ثلاث نسخ من البطولة إلى تصنيفين.
| وعاء 1                                    | وعاء 2                | وعاء 3                          |
| ----------------------------------------- | --------------------- | ------------------------------- |
| - الكاميرون (موقع A1) - نيجيريا (موقع B1) | - غانا - جنوب إفريقيا | - مصر - كينيا - مالي - زيمبابوي |

## دور المجموعات
يتأهل صاحبا المركزين الأول والثاني من كل مجموعة إلى الدور نصف النهائي
كسر التعادل
تُرتّب الفرق في المجموعات حسب النقاط (3 نقاط للفوز، نقطة واحد للتعادل، لا نقاط للخسارة). وإذا تعادل فريقان في عدد النقاط، يتم تطبيق قواعد كسر التعادل حسب الترتيب التالي:
1. عدد النقاط التي حصل عليها كل فريق في المواجهات المباشرة بينهم
2. فارق الأهداف في المباريات التي جمعت الفرق المراد ترتيبها
3. عدد الأهداف المحرزة لصالح كل فريق
4. إذا طبقت القواعد من 1 لـ3 على أكثر من فريقين، وظل فريقان متعادلان، تطبق القواعد من 1 لـ3 مرة أخرى على المباريات التي شملت الفريقين فقط لتحديد ترتيبهما. إذا استمر التعادل بعد كل ذلك، تطبق القواعد التالية بالترتيب:
5. فارق الأهداف في كافة المباريات
6. عدد الأهداف المحرزة لصالح كل فريق
7. إجراء قرعة

كافة توقيتات المباريات حسب التوقيت المحلي للكاميرون وهو توقيت غرب أفريقيا (ت ع م+01:00).

### المجموعة الأولى
| م | الفريق           | لعب | ف | ت | خ | أ.له | أ.ع | أ.ف | نقاط | التأهل        |
| - | ---------------- | --- | - | - | - | ---- | --- | --- | ---- | ------------- |
| 1 | الكاميرون (H, Q) | 3   | 3 | 0 | 0 | 5    | 0   | +5  | 9    | مرحلة الإقصاء |
| 2 | جنوب إفريقيا (Q) | 3   | 1 | 1 | 1 | 5    | 1   | +4  | 4    | مرحلة الإقصاء |
| 3 | مصر (E)          | 3   | 1 | 0 | 2 | 1    | 7   | −6  | 3    |               |
| 4 | زيمبابوي (E)     | 3   | 0 | 1 | 2 | 0    | 3   | −3  | 1    |               |

| الكاميرون                                             | 2–0   | مصر |
| ----------------------------------------------------- | ----- | --- |
| غابرييل أونغويني 25' · مادلين نغونو ماني 71' (ر.جزاء) | تقرير |     |

| جنوب إفريقيا | 0–0   | زيمبابوي |
| ------------ | ----- | -------- |
|              | تقرير |          |

| الكاميرون       | 1–0   | جنوب إفريقيا |
| --------------- | ----- | ------------ |
| جينيفيف نجو 25' | تقرير |              |

| زيمبابوي | 0–1   | مصر           |
| -------- | ----- | ------------- |
|          | تقرير | سلمى أحمد 82' |

| زيمبابوي | 0–2   | الكاميرون           |
| -------- | ----- | ------------------- |
|          | تقرير | هنرييت عقبة 2'، 50' |

| مصر | 0–5   | جنوب إفريقيا                                                                      |
| --- | ----- | --------------------------------------------------------------------------------- |
|     | تقرير | انديسوي مكوفي 27' · مادلين نغونو ماني 60' · جيرمين سيبوسين 66' · ليندا متهالو 84' |

### المجموعة الثانية
| م | الفريق      | لعب | ف | ت | خ | أ.له | أ.ع | أ.ف | نقاط | التأهل        |
| - | ----------- | --- | - | - | - | ---- | --- | --- | ---- | ------------- |
| 1 | نيجيريا (Q) | 3   | 2 | 1 | 0 | 11   | 1   | +10 | 7    | مرحلة الإقصاء |
| 2 | غانا (Q)    | 3   | 2 | 1 | 0 | 7    | 3   | +4  | 7    | مرحلة الإقصاء |
| 3 | مالي (E)    | 3   | 1 | 0 | 2 | 4    | 10  | −6  | 3    |               |
| 4 | كينيا (E)   | 3   | 0 | 0 | 3 | 2    | 10  | −8  | 0    |               |

| نيجيريا | 6 - 0 | مالي |
| ------- | ----- | ---- |
|         | تقرير |      |

| غانا | 3 - 1 | كينيا |
| ---- | ----- | ----- |
|      | تقرير |       |

| نيجيريا | 1 - 1 | غانا |
| ------- | ----- | ---- |
|         | تقرير |      |

| كينيا | 1 - 3 | مالي |
| ----- | ----- | ---- |
|       | تقرير |      |

| كينيا | 0- 4  | نيجيريا |
| ----- | ----- | ------- |
|       | تقرير |         |

| مالي | 1 - 3 | غانا |
| ---- | ----- | ---- |
|      | تقرير |      |

## مرحلة الإقصاء
في مرحلة الإقصاء، إذا انتهى الوقت الأساسي لمباراة بالتعادل بين الفريقين، يلعب وقت إضافي (شوطين مدة كل منهما 15 دقيقة)، وإذا استمر التعادل أيضًا يحتكم إلى ركلات الجزاء الترجيحية لتحديد الفائز، باستثناء مباراة تحديد المركز الثالث، فلا يلعب وقت إضافي.

### المخطط
|  | نصف النهائي        | نصف النهائي |                   |   | النهائي | النهائي |
|  |                    |             |                   |   |         |         |
|  | 29 نوفمبر – ياوندي |             |                   |   |         |         |
|  |                    |             |                   |   |         |         |
|  | الكاميرون          | 1           |                   |   |         |         |
|  | الكاميرون          | 1           | 3 ديسمبر – ياوندي |   |         |         |
|  | غانا               | 0           |                   |   |         |         |
|  | غانا               | 0           | الكاميرون         | 0 |         |         |
|  | 29 نوفمبر – ليمبي  |             | الكاميرون         | 0 |         |         |
|  |                    | نيجيريا     | 1                 |   |         |         |
|  | نيجيريا            | نيجيريا     | 1                 | 1 |         |         |
|  | نيجيريا            |             |                   | 1 |         |         |
|  | جنوب إفريقيا       | 0           |                   |   |         |         |
|  | جنوب إفريقيا       | 0           | النهائي           |   |         |         |
|  |                    |             |                   |   |         |         |
|  | 2 ديسمبر – ياوندي  |             |                   |   |         |         |
|  |                    |             |                   |   |         |         |
|  | غانا               | 1           |                   |   |         |         |
|  | غانا               | 1           |                   |   |         |         |
|  | جنوب إفريقيا       | 0           |                   |   |         |         |

### نصف النهائي
| الكاميرون | 1 - 0 | غانا |
| --------- | ----- | ---- |
|           | تقرير |      |

| نيجيريا | 1 - 0 | جنوب إفريقيا |
| ------- | ----- | ------------ |
|         | تقرير |              |

### مباراة المركز الثالث
| غانا | 1 - 0 | جنوب إفريقيا |
| ---- | ----- | ------------ |
|      | تقرير |              |

### النهائي
| الكاميرون | 0–1   | نيجيريا |
| --------- | ----- | ------- |
|           | تقرير |         |

## البطل
| فائز كأس الأمم الإفريقية للسيدات 2016 |
| ------------------------------------- |
| · نيجيريا · للمرة العاشرة             |